# 千早
千早（ちはや・襅）とは、日本において古くから神事の際に用いられた衣装で、主に女性が着た。
古代の貫頭衣の名残とされる。
現代では小忌衣の一種とされ、身二幅・袖一幅、脇を縫わず衽（おくみ：着物の前身頃に重なる部分）がない以外は通常の単物の和服に似た形態をとる。
袖は縫わずに紙縒で止めるのは、もともと袖がなかった名残である。

## 概説
元は装束の上より、白無地の絹一幅の中央部分のみを縦に切れ込みを入れて頭部を通すという一種の貫頭衣のようなものだったとされている。神事の際に着用する衣装の袖や袂を上に打ちかけた千早の中にたくし込むことで、動作をし易くするために着用したとも言われている。
後に大嘗祭や新嘗祭において神饌などを供する釆女・女官の衣装となり、更に二幅構成となり、前は胸元で垂らして後側に長く伸ばし、脇を縫わずに前において紐で合わせるようにして着衣する袖のない短服へと変化した。
近世以後には無地の白絹に、青摺（あおずり）と呼ばれる、山藍を用いて草花や流水を描いたものが主となる。
現在では巫女が公式の神事において通常の巫女装束 （白衣・緋袴）上に着る本式の装束として水干とともに用いられている。